# Sing It Away
Chansons représentant la Finlande au Concours Eurovision de la chanson
Aina mun pitää
(2015)
Sing it away (en français « Chante-le ») est la chanson de Sandhja au Concours Eurovision de la chanson 2016 à Stockholm.
Le 10 mai 2016, lors de la première demi-finale, elle termine à la 15e place avec 54 points  et par conséquent n'est pas qualifiée pour la finale.